# Orthodes gigas
Orthodes gigas är en fjärilsart som beskrevs av Smith 1906. Orthodes gigas ingår i släktet Orthodes och familjen nattflyn. Inga underarter finns listade i Catalogue of Life.